# Schönfeld, Meißen
Schönfeld là một đô thị thuộc huyện Meißen, bang Sachsen Đức. Đô thị Schönfeld, Meißen có diện tích 39,14 km², dân số thời điểm ngày 31 tháng 12 năm 2006 là 2032 người.